# Chiruromys
Chiruromys és un gènere de rosegadors de la subfamília dels murins, que viuen a Nova Guinea i a diverses illes dels voltants.

## Distribució i hàbitat
La seva àrea de distribució és redueix a Nova Guinea i algunes illes dels voltants, com l'arxipèlag Louisiade, a les illes d'Entrecasteaux, l'illa Goodenough, l'illa Fergusson i l'illa Normanby. Viuen en boscos, on passen la major part de la seva vida als arbres.

## Descripció
Aquest gènere està format per espècies de rosegador de mida petita amb cues llargues, que tenen una longitud conjunta del cap i del cos d'entre 8,4 i 17,5 centímetres, una cua que fa entre 12,8 i 24,5 centímetres i un pes que oscil·la entre 23 i 122 grams. El seu pelatge és de color vermellós, grisenc o marró a la part superior i de color blanc al ventre. Les femelles tenen 3 parells de pits.

## Ecologia
Són animals principalment arboris que s'alimenten bàsicament de fulles tendres. Les ventrades estan formades per entre 1 a 3 cries, les quals neixen en forats als arbres.

## Taxonomia
Durant molt temps, aquest gènere, descrit per Oldfield Thomas el 1888, va ser considerat un subgènere Pogonomys. El 1979, analitzant la seva morfologia i el material genètic, els científics australians Elizabeth Dennis i Jim Menzies van descobrir que en realitat els dos tàxons no estaven tant estretament relacionats i van classificar Chiruromys com un gènere separat. Posteriorment, Musser i Carleton van classificar el gènere dins de la divisió Pogonomys.
S'han descrit les següents 3 espècies:
- Chiruromys forbesi
- Chiruromys lamia
- Chiruromys vates

## Estat de conservació
Segons la UICN, cap espècie d'aquest gènere està en perill.